# Richard Spieß
Richard Spieß (* 29. August 1897 in Wied (bei Hachenburg); † 1952) war ein deutscher Politiker der NSDAP und Mitglied des Provinziallandtages der Provinz Hessen-Nassau.

## Leben
Richard Spieß übte den Beruf des Metzgermeisters aus, er trat zum 1. Oktober 1929 der NSDAP bei (Mitgliedsnummer 156.652). Seit demselben Jahr war er Mitglied des Kreistages des Oberwesterwaldkreises und zunächst einziger Abgeordneter der NSDAP. Er wurde Kreisredner der Partei und erhielt 1933 ein Mandat für den nassauischen Kommunallandtag des preußischen Regierungsbezirks Wiesbaden bzw. für den Provinziallandtag der Provinz Hessen-Nassau. Dort war er Mitglied des Wahlprüfungsausschusses.
Wegen seiner Tätigkeiten während der NS-Herrschaft war er von Mai bis Oktober 1945 in einem Internierungs- und Arbeitslager.

## Öffentliche Ämter
- Stellvertretendes Mitglied der Hauptversammlung der Hessen-Nassauischen Lebensversicherungsanstalt und der Nassauischen Landesversicherungsbank